# Calligonum bubyri
Calligonum bubyri là một loài thực vật có hoa trong họ Rau răm. Loài này được B.Fedtsch. ex Pavlov mô tả khoa học đầu tiên năm 1933.